# پروانگی (ترانه)
«پروانگی» یا «دست‌های آلوده» ترانهٔ ایرانی و از معروف‌ترین ساخته‌های بابک بیات است که در فیلم دست‌های آلوده با صدای نیما مسیحا منتشر شد.
این ترانه نخستین کار حرفه‌ای نیما مسیحا در عرصه خوانندگی بود.

## ساخت
سیروس الوند دربارهٔ همکاری با بیات در ساخت این ترانه می‌گوید:
[بیات] ساخت موسیقی متن فیلم شب حادثه را به عهده گرفت تا اینکه نوبت به ساخت موسیقی فیلم دست‌های آلوده رسید؛ ترانه‌ای که با صدای نیما مسیحا و آهنگسازی بابک جایگاهی ماندنی را از آن خود کرد. به گمانم کاری که بابک در ساخت موسیقی این فیلم انجام داد موفق‌ترین همکاری‌مان به‌شمار می‌آید [...] بابک برای خوانندگی ترانه، خشایار اعتمادی را پیشنهاد داد که من نپذیرفتم. گمان می‌کردم او از آقای اقبالی تقلید می‌کند هرچند که بعدها متوجه شدم بحث شباهت جنس صدای او در میان است نه تقلید! من هم خوانندهٔ دیگری را پیشنهاد دادم که این مرتبه بابک قبول نکرد تا اینکه او جوانی را پیشنهاد داد که آن هم ابتدا مورد پسندم قرار نگرفت و گفتم از این جنس صداها در میهمانی‌ها بسیار شنیده می‌شود. با این همه قرار شد دو هفته بعد مراجعه کند تا صدای او را بشنوم، صدایش را که شنیدم تعجب کردم و البته بسیار لذت بردم، او نیما مسیحا بود. اتفاقاً کار خوبی هم از آب درآمد و مردم هم بسیار استقبال کردند.

نیما مسیحا راجع به این قطعه می‌گوید:
این کار برای من جایگاه خاصی دارد چرا که آن را در سال ۷۸ در فیلم دست‌های آلوده خواندم. خاص بودن این کار برای من از این جهت است که آهنگسازی آن را مرحوم بابک بیات و کارگردانی فیلم را سیروس الوند انجام داده است.

## نقد
بابک ونداد این ترانه را از ماندگارترین ترانه‌های تاریخ سینمای ایران می‌داند و می‌نویسد:
 آنچه بیش از خود فیلم در میان مردم دست به دست و در حافظه‌شان زمزمه شد، ترانه پروانگی بود. از معدود بارهایی که آدم‌ها، ترانه را به‌واسطه فیلم به‌یاد نیاوردند و بازی برعکس شد. ترانه دل‌پذیر و دل‌تنگ پیام پارسا، در زیر و زبرِ ملودی بی‌نظیر بابک بیات جای گرفت و از حنجره نیما مسیحا جاری شد تا در حافظه ما ‌جاودانه شود.

## اجراهای دیگر
این ترانه در برنامهٔ آوای جادویی توسط دو نفر از شرکت‌کنندگان اجرا شد.